# Horsens Fjord og Endelave
Horsens Fjord og Endelave este o arie protejată (arie de protecție specială avifaunistică — SPA) din Danemarca întinsă pe o suprafață de 42.560 ha, din care 94 % marine.

## Localizare
Centrul sitului Horsens Fjord og Endelave este situat la coordonatele 55°49′18″N 10°13′36″E / 55.821667°N 10.226667°E.

## Înființare
Situl Horsens Fjord og Endelave a fost declarat arie de protecție specială avifaunistică în mai 1983 pentru a proteja 16 specii de animale.

## Biodiversitate
Situată în ecoregiunile continentală și marină baltică, aria protejată nu include niciun habitat protejat.
La baza desemnării sitului se află mai multe specii protejate de  păsări (16): Aythya marila, Bucephala clangula, erete de stuf (Circus aeruginosus), șoim călător (Falco peregrinus), codalb (Haliaeetus albicilla), sitar de mal nordic (Limosa lapponica), rață catifelată (Melanitta fusca), ferestrașul mare (Mergus merganser), vultur pescar (Pandion haliaetus), cormoran mare (Phalacrocorax carbo), ploier auriu (Pluvialis apricaria), ciocântors (Recurvirostra avosetta), eider (Somateria mollissima), chiră mică (Sterna albifrons), Sterna paradisaea, chiră de mare (Sterna sandvicensis).